# 林登·B·约翰逊号驱逐舰
林登·B·约翰逊号驱逐舰（USS Lyndon B. Johnson (DDG-1002)）是美国海军朱姆沃尔特级驱逐舰的第三艘和最后一艘，以美国第36任总统林登·B·约翰逊的名字命名。林登·B·约翰逊号是第34次利用总统名字命名战舰。

## 建造和命名
修建林登·B·约翰逊号和迈克尔·蒙索尔号的合約于2011年9月15日与巴斯钢铁厂签订。这艘战舰和迈克尔·蒙索尔号一起总共价格为18.26亿美元。在2012年4月16日，美国海军部长雷·马布斯宣布朱姆沃尔特级第三号舰名字为林登·B·约翰逊号以纪念美国第36任总统林登·B·约翰逊。